# 安井眞奈美
安井 眞奈美（やすい まなみ、1967年 - ）は、日本の文化人類学者・民俗学者。国際日本文化研究センター研究部教授。

## 来歴・人物
京都府京都市出身。1990年に大阪大学文学部日本学科卒業後、1997年に同大学院文学研究科日本学専攻博士後期課程修了。2002年に天理大学文学部助教授となり、2009年に同教授を経て、2017年4月より現職。

## 著作

### 単著
- 『出産環境の民俗学―“第三次お産革命”にむけて』昭和堂、2013年
- 『怪異と身体の民俗学―異界から出産と子育てを問い直す』せりか書房、2014年
- 『狙われた身体: 病いと妖怪とジェンダー』平凡社、2022年

### 共著
- 『故郷の喪失と再生』（成田龍一・藤井淑禎・内田隆三・岩田重則との共著）青弓社〈青弓ライブラリー〉、2000年

### 編著・共編著
- 『産む・育てる・伝える 昔のお産・異文化のお産に学ぶ』（編著）風響社、2009年
- 『出産・育児の近代―「奈良県風俗誌」を読む』（編著）法蔵館、2012年
- 『出産の民俗学・文化人類学』（編著）勉誠出版、2014年
- 『グリーフケアを身近に 大切な子どもを失った哀しみを抱いて』（編著）勉誠出版、2018年
- 『身体の大衆文化 描く・着る・歌う』（エルナンデス・アルバロとの共編著）KADOKAWA、2021年
- 『妖怪文化研究の新時代』（小松和彦・南郷晃子との共編著）せりか書房、2022年
- 『想像する身体 上巻 身体イメージの変容』（ローレンス・マルソーとの共編著）臨川書店、2022年
- 『想像する身体 下巻 身体の未来へ』（ローレンス・マルソーとの共編著）臨川書店、2022年
- 『グローバル時代を生きる妖怪』（編著）せりか書房、2025年
- 『怪異・妖怪学コレクション1 怪異・妖怪とは何か』（廣田龍平との共編著）河出書房新社、2025年